# Dhanush

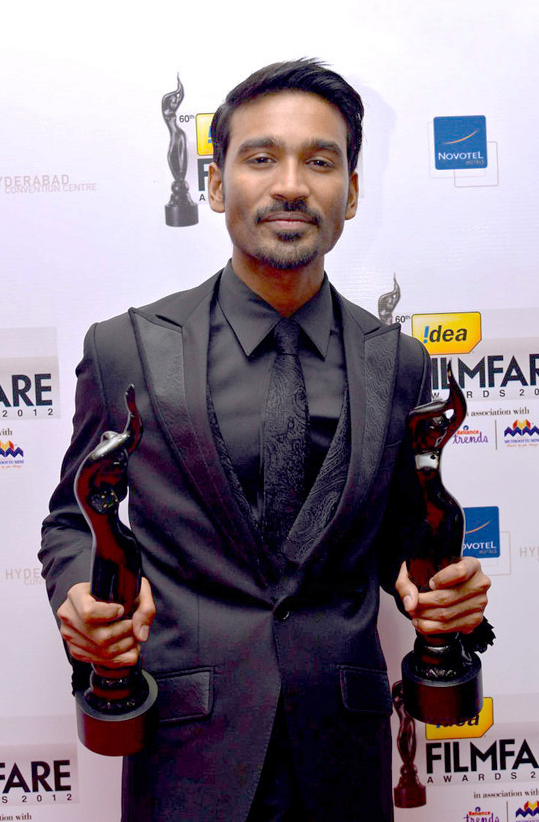
Dhanush (2013)

Dhanush (Tamil: தனுஷ் [ˈd̪anuʂ]; * 28. Juli 1983 in Chennai; auch K. Dhanush, eigentlich Prabhu Kasturirajan) ist ein indischer Schauspieler und Sänger. Er tritt überwiegend in tamilischen Filmen auf.

## Leben
Dhanush ist der Sohn des Regisseurs Kasthuri Rajah. Sein Bruder Selvaraghavan, der mit der Schauspielerin Sonia Agarwal verheiratet war, brachte ihn zum Film. Dhanush hat neben seinem Bruder noch zwei ältere Schwestern.
Er hatte als Schauspieler bereits mit seinem Debütfilm Thulluvadho Ilamai von 2002 großen Erfolg und auch seine beiden nachfolgenden Filme waren sehr erfolgreich. Bei seinem zweiten Film, Kadhal Konden von 2003, gab sein Bruder Selvaraghavan sein Regiedebüt. In einigen Filmen mit Dhanush spielte seine Schwägerin Sonia Agarwal mit und übernahm die weibliche Hauptrolle.
Die Filmsongs in seinen Filmen singt Dhanush teilweise selbst. Ende 2011 entwickelte sich das von Dhanush gesungene Lied Why This Kolaveri Di zu einem Internetphänomen und erlange indienweit große Bekanntheit.
Dhanush ist mit Rajinikanths Tochter Aishwarya verheiratet. Das Paar hat zwei Söhne.

## Filmografie
- 2002: Thulluvadho Ilamai
- 2003: Kadhal Konden
- 2003: Thiruda Thirudi
- 2003: Pudhukottaiyilirundhu Saravanan
- 2004: Sullan
- 2004: Dreams
- 2005: Devathaiyai Kanden
- 2005: Adhu Oru Kana Kaalam
- 2006: Pudhupettai
- 2006: Thiruvilayadal Arambam
- 2007: Parattai Engira Azhagu Sundaram
- 2007: Polladhavan
- 2008: Yaaradi Nee Mohini
- 2009: Padikathavan
- 2010: Kutty
- 2010: Uthama Puthiran
- 2010: Adukalam
- 2011: Seedan
- 2011: Mappillai
- 2011: Venghai
- 2011: Mayakkam Enna
- 2012: 3
- 2013: Kammath & Kammath
- 2013: Ethir Neechal
- 2013: Maryan
- 2013: Raanjhanaa
- 2013: Naiyaandi
- 2014: Velaiyilla Pattathari.
- 2015: Anegan.
- 2015: Maari.
- 2015: Thanga Magan.
- 2016: Thodari
- 2016: Kodi
- 2017: Velaiilla Pattadhari 2
- 2018: Ennai Nokki Paayum Thotta
- 2018: Vada Chennai
- 2018: Maari 2
- 2018: Die unglaubliche Reise des Fakirs, der in einem Kleiderschrank feststeckte (The Extraordinary Journey of the Fakir)
- 2019: Asuran
- 2020: Pattas
- 2022: The Gray Man
- 2024: Raayan